# Sandra Locher Benguerel
Pour les articles homonymes, voir Locher et Benguerel.
Sandra Locher Benguerel, née le 16 septembre 1975 à Soleure (originaire de Hasle bei Burgdorf), est une personnalité politique du canton des Grisons, membre du Parti socialiste et conseillère nationale de 2019 à 2023.

## Biographie
Sandra Locher Benguerel naît Sandra Locher le 16 septembre 1975 à Soleure. Elle est originaire de Hasle bei Burgdorf, dans le canton de Berne.
Elle grandit à Lüterkofen, dans le canton de Soleure. Après ses études à Soleure, elle occupe divers postes dans l'enseignement primaire à Soleure, puis dans les Grisons, où elle vit depuis 2001.
Elle enseigne à Coire et donne des cours à la Haute école pédagogique des Grisons.
Elle est mariée à Philippe Benguerel,.

## Parcours politique
Elle est députée au Grand Conseil grison de 2010 à 2019.
Elle est élue en 2019 au Conseil national. Elle y est membre de la Commission de la science, de l'éducation et de la culture (CSEC).
Elle annonce en janvier 2023 qu'elle ne se présentera pas pour un nouveau mandat aux élections fédérales d'octobre 2023 afin de se consacrer à son métier d'institutrice.